# Награда Смиљана Мандукић
Наградa „Смиљана Мандукић“ је награда за уметничку игру. Установљена је 2012.године у знак поштовања и сећања на Смиљану Мандукић, знамениту уметницу, која је својом  интерпретацијом, кореографским и педагошким радом и истраживањем у области  савремене игре трајно задужила уметничку игру у Србији. Додељује се играчу изабраном међу  уметницима професионалних позоришта, трупа и редова слободних уметника за  најбољу плесну интерпретацију у области савремене уметничке игре, а може  доделити и групи играча или целокупном ансамблу једне представе.

## О награди
На основу члана 45. Статута Удружења балетских уметника Србије, Председништво УБУС-а, на састанку одржаном дана 26.10.2012. године, доноси  Правилник о додели награде Смиљана Мандукић
Награда се додељује играчу изабраном међу уметницима професионалних позоришта, трупа и редова слободних уметника за најбољу плесну интерпретацију у области савремене уметничке игре.
Награда се може доделити и групи играча или целокупном ансамблу једне представе.
Критеријуми за додељивање награде су:
- да је плесна интерпретација остварена у најширем смислу савремене уметничке игре
- да је остварена улога трагалачка и иновативна и да се може означити као путоказ у развитку уметничке игре
- да уметник задовољава високе професионалне и уметничке критеријуме

Награда се додељује на годишњем нивоу. За награду „Смиљана Мандукић“ могу конкурисати све плесне интерпретације остварене у представама на територији Републике Србије које су премијерно изведене у периоду од 30. јуна протекле до 30. јуна текуће године.
Награда „Смиљана Мандукић“ се састоји од:
- плакете са ликом Смиљане Мандукић
- дипломе
- новчаног износа чију висину одређује Председништво Удружења балетских уметника Србије у складу са финансијским могућностима за текућу годину.

Жири за доделу награде “Смиљана Мандукић“ се састоји од 3 члана. Чланове жирија именује Председништво Удружења балетских уметника Србије на предлог Уметничког већа. Мандат чланова жирија траје годину дана са могућношћу продужетка мандата.
Жири је самосталан у одлучивању о додели награде. Жири одлучује о начину свог рада, о избору председника, о заказивању седнице и вођењу расправа.
Уколико члан жирија буде предложен за награду престаје му чланство у жирију, а Председништво Удружења балетских уметника Србије, на предлог Уметничког већа, именује новог члана.
Да би предложени кандидат добио награду потребно је да добије већину гласова чланова жирија. Жири писмено образлаже своју одлуку и саопштава је јавно. Жири се обавезује да одлуку о добитнику награде донесе најкасније до 30. септембра године у којој се додељује награда.
Предлагачи кандидата могу бити професионална позоришта, појединци-балетски и плесни уметници, позоришни, балетски и плесни критичари, редакције стручних и часописа из области културе, као и уметничке установе и удружења.
Предлози за награду “Смиљана Мандукић“ достављају се на основу јавног позива-конкурса Удружења балетских уметника Србије објављеног у дневној штампи и интернет страници УБУС-а. Конкурс се објављује најмање 45 дана пре доделе награде. Предлози за додељивање награде у форми писаног образложења достављају се Удружењу балетских уметника Србије.
Награда „Смиљана Мандукић“ се додељује до краја децембра текуће године, на свечаности коју организује Удружење балетских уметника Србије, у позоришту или установи у којој се изводи представа награђеног играча. Награду уручује председник Удружења балетских уметника Србије.
Правилник ступа на снагу и примењиваће се од дана потписивања, а чиме се ставља ван снаге Правилник донет на састанку Председништва УБУС-а одржаном 16.12.2011. године.

## Лауреати
- Николa  Томашевић и Страхињa Лацковић, играчи Битеф денс компаније, за улоге Робова у  представи Александар у кореографији Роналда Савковића (2012)
- Сањa Нинковић, Невенa Јовановић, Милицa Писић и Иванa Савић Јачић за представу Yesterday-Сети се да заборавиш, Битеф денс компаније (2013)
- Ана Игњатовић Загорац, играчица Битеф денс компаније, за изузетну сценску реализацију кореографског задатка Желеће машине у кореографији Исидоре Станишић (2014)
- Рикардо Кампуш Фреире, играч Битеф денс компаније, за улоге у представама Дон Жуан (Маша Колар) и Жртве илузија у кореографији Катарине Стојков (2015)
- Николa Томашевић, играч Битеф денс компаније, за улогу у представи Прича о војнику (Р.Хавер и Г.Вајцман) (2016)
- Дејан Коларов, солиста Балета Народног позоришта у Београду, за улогу Служавке у балету Дуга божићна вечера у кореографији Раду Поклитару (2017)[2]
- Тамари Пјевић, чланица, Битеф денс комапније, за улогу у представи Простор за револуцију, у кореографији Исидоре Станишић (2019)[3]
- Милош Исаиловић, за остварену улогу у представи Изгубљени пејзажи, Битеф театра (Битеф денс компанија), у кореографији Дуње Јоцић (2021)[4]
- Ивана Савић Јачић, за остварене улоге у Балетском триптиху „Инфинитас”, у кореографијама  Игора Кирова, Милоша Исаиловића и Маше Колар (2023)[5]

Од 2018. године награде УБУС-а доделјују се бијенално и те године године награда није додељена.